# Mario Núñez
Mario Antonio Núñez Villarroel (né le 2 mars 1976 à Rancagua au Chili) est un footballeur international chilien.

## Biographie
Il est formé par les catégories inférieures du Club Deportivo O'Higgins, club de sa ville natale de Rancagua, et débute en professionnel en 1997. Il reste avec l'effectif de sa région jusqu'à la saison 1999 (il est d'ailleurs sacré meilleur buteur du championnat chilien lors de sa dernière saison au club avec 34 buts, après avoir été meilleur buteur également l'année précédente, mais lorsque le club évoluait en D2, avec 19 buts).
En 2000, il dispute le tournoi d'Apertura avec un grand du Chili, le Club Deportivo Universidad Católica, avant de mettre les voiles pour l'Europe, plus précisément pour le club de l'Unión Deportiva Salamanca en Espagne.
En 2001, il retourne en Amérique du Sud, mais pour jouer en Argentine dans un des grands clubs de la capitale, les porteños du Club Atlético Independiente, avant de repartir pour l'Europe jouer au Litex Lovech en Bulgarie.
Entre 2002 et 2003, il retourne au pays pour évoluer avec le club du Club Deportivo Palestino, avant de partir rejoindre vers la mi-2003 le Deportes Rangers où il reste jusqu'en 2004. De 2005 à 2006, il retourne au club de ses débuts, le Club Deportivo O'Higgins, atteignant les demi-finales du tournoi l'année suivante.
En 2007, il part jouer pour le club du Provincial Osorno, équipe de D2 (Segunda División Chilena), avec qui il parvient à remporter le championnat de D2 en 2007, tournoi au cours duquel il termine Goleador (meilleur buteur) pour la deuxième fois de sa carrière (avec 19 buts). En 2008, après la montée du club en D1, il redescend en deuxième division l'année suivante.
En 2009, il rejoint l'effectif du Coquimbo Unido en Primera B (D2), avant de retourner en 2010 au Provincial Osorno, mais cette fois en D3, club ou il avait déjà évolué de 2007 à 2008. En 2011, il signe chez le Club Deportivo Magallanes.

## Palmarès
| Titre                                              | Buts | Année |
| -------------------------------------------------- | ---- | ----- |
| Meilleur buteur du Campeonato Chileno de Primera B | 19   | 1998  |
| Meilleur buteur de la Liga Chilena                 | 34   | 1999  |
| Meilleur buteur du Campeonato Chileno de Primera B | 19   | 2007  |